# TAIYO (企業)
株式会社TAIYO（タイヨー、英: TAIYO, LTD.）は、油圧・空気圧機器の製造を行う企業。
本社は大阪府大阪市東淀川区に所在。

## 沿革
- 1933年 - 合名会社太陽鉄工所を設立。
- 1945年 - 太陽鉄工株式会社に変更。
- 1993年 - 会社更生手続開始申請。
- 2001年 - 会社更生手続終結。
- 2002年 - パーカー・ハネフィンと提携。
- 2007年7月1日 - 太陽鉄工株式会社から現社名に変更。
- 2008年3月26日 - 東京証券取引所2部に上場。
- 2012年
  - 3月 - パーカー・ハネフィンが公開買付けの結果、持株比率を97.82％とする[1]。
  - 6月 - パーカー・ハネフィンの完全子会社となる。

## 事務所
- 油圧第一事業部（山口県美祢市）
- 油圧第二事業部（本社所在地と同じ）
- 空気圧事業部（茨城県下妻市）
- システム事業部（本社所在地と同じ）
- NP事業部（本社所在地と同じ）
- SE事業部（本社所在地と同じ）
- 販売統括部（本社所在地と同じ）